# المجموعة الفردانية P1
المجموعة الفردانية P1، أو P-M45 والمعرُوفة أيضًا باسم K2b2a، وتُعرف المجموعة اختصارًا السُّلالة P1 هي مجموعة فردانيَّة بشريَّة ذكوريَّة في علم الوراثة البشري. تم تعريف P1 بواسطة طفرتيها M45 وPF5962، وهو فرع أساسي (فرعي) من السُّلالة P.
الفئات الفرعية الأساسية الوحيدة من P1 هي السُّلالة Q والسُّلالة R. تضم هذه المجموعات الفردانية الآن معظم سلالات الذكور بين الأمريكيين الأصليين والأوروبيين وآسيا الوسطى وجنوب آسيا، من بين أجزاء أخرى من العالم.
من المحتمل أن تكون السُّلالة P1 قد نشأت في آسيا الوسطى أو سيبيريا، مع طفرة هي الأكثر شيوعًا الآن بين الأفراد في سيبيريا وآسيا الوسطى. وجدت دراسة أجريت عام 2018 وجود P1* القاعدي في شخصين سيبيريين يعود تاريخهما إلى العصر الحجري القديم الأعلى (حوالي 31,630 ألف سنة قبل الحاضر) من موقع أثري على نهر يانا يُعرف باسم يانا آر إتش إس.

## التوزيع القديم والحديث

### P1
تتواجد المجموعات السكانية الحديثة ذات الترددات العالية للسُّلالة P1* (أو P1xQ,R) في آسيا الوسطى وشرق سيبيريا:
- 35.4% بين الذكور التوفان
- 35% بين النيفك
- 28.3% بين الألتاي.[3]

يتميز سكان جنوب آسيا المعاصرون أيضًا بالسُّلالة P1 (M45) بترددات منخفضة إلى متوسطة. حيث أنه في جنوب آسيا، تكون السُّلالة P-M45 أكثر شيوعًا بين مسلمي ولاية مانيبور الهنديَّة (بانغال، 33%)، ولكن قد يكون هذا بسبب حجم العينة الصغير جدًا (تسعة أفراد).
تتواجد السُّلالة P1 بنسبة 14% من العينات في جزيرة كورتشولا في دلماسية (كرواتيا الحديثة) و6% في جزيرة هفار المجاورة، مرتبطة بالهجرة خلال أوائل العصور الوسطى، من قبل شعوب آسيا الوسطى مثل الآفار.
من الممكن أن العديد من حالات السُّلالة P1 التي تم الإبلاغ عنها في آسيا الوسطى و/أو جنوب آسيا و/أو غرب آسيا هي أعضاء في فئات فرعية نادرة أو أقل بحثًا من المجموعتين الفردانية R2 وQ، بدلاً من P1* في حد ذاتها.